# Gerroidea
Gerroidea je nadfamilija poluvodenih buba iz reda Hemiptera. U Gerroidea postoje najmanje 3 porodice i više od 2.000 opisanih vrsta.

## Familije
Ove tri porodice pripadaju natporodici Gerroidea:
- Gerridae Leach, 1815
- Hermatobatidae Coutière & Martin, 1901
- Veliidae Amyot & Serville, 1843

## Literatura
- Aukema, Berend; Rieger, Christian, ур. (1995). Catalogue of the Heteroptera of the Palaearctic Region, Vol. 1: Enicocephalomorpha, Dipsocoromorpha, Nepomorpha, Gerromorpha and Leptopodomorpha. The Netherlands Entomological Society. ISBN 978-90-71912-12-2.
- Bantock, T.; Botting, J. (2013). „British Bugs, an online identification guide to UK Hemiptera”. Приступљено 2019-07-02.
- Cryan, Jason R.; Urban, Julie M. (2012). „Higher-level phylogeny of the insect order Hemiptera: is Auchenorrhyncha really paraphyletic?”. Systematic Entomology. 37 (1): 7—21. doi:10.1111/j.1365-3113.2011.00611.x.

## Spoljašnje veze
- Медији везани за чланак Gerroidea на Викимедијиној остави